# Despotat Arta
|  | Dieser Artikel oder Abschnitt wurde wegen inhaltlicher Mängel auf der Qualitätssicherungsseite der Redaktion Geschichte eingetragen (dort auch Hinweise zur Abarbeitung dieses Wartungsbausteins). Dies geschieht, um die Qualität der Artikel im Themengebiet Geschichte auf ein akzeptables Niveau zu bringen. Dabei werden Artikel gelöscht, die nicht signifikant verbessert werden können. Bitte hilf mit, die Mängel dieses Artikels zu beseitigen, und beteilige dich bitte an der Diskussion! |

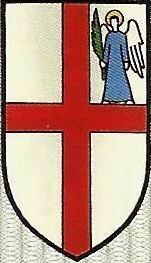
Wappen

Das Despotat Arta (albanisch Despotati i Artës) war ein von albanischen Fürsten im 14. Jahrhundert gegründetes Despotat. Das Despotat Arta existierte von 1359 bis zum Jahre 1416, als die albanischen Fürsten Gjin Bua Shpata und Pjetër Losha in der Schlacht am Acheloos das Despotat Epirus unter der Führung von Nikephoros II. Dukas besiegten.

## Geschichte

### Hintergrund und Entstehung
Im Frühjahr 1359 kämpfte Nikephoros II. Dukas, der letzte Despot des Epirus der Orsini-Dynastie, gegen die Albaner in der Nähe des Flusses Acheron in Ätolien. Die Albaner gewannen die Schlacht am Acheloos und schafften es, zwei neue Despotate in den südlichen Gebieten des ehemaligen Despotats von Epirus zu gründen. Da eine Reihe albanischer Herren den erfolgreichen serbischen Feldzug in Thessalien und Epirus aktiv unterstützte, gewährte der serbische Zar ihnen bestimmte Regionen und bot ihnen den byzantinischen Titel eines Despoten an, um ihre Loyalität zu sichern.

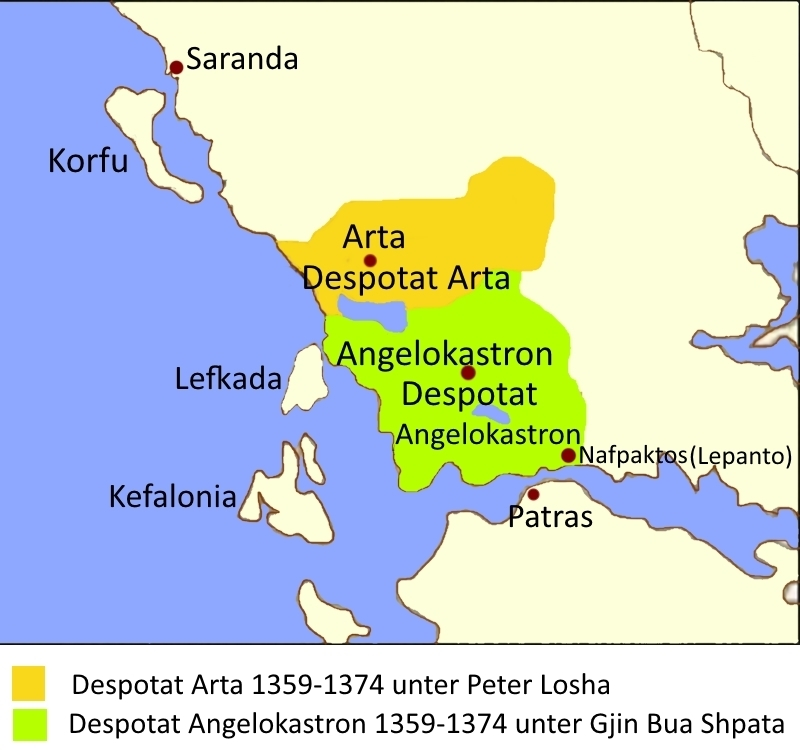
Das Despotat Arta und das Despotat Angelokastron

Im Jahr 1359 wurden zwei albanische Despotate gegründet: das Despotat Angelokastron unter der Herrschaft von Gjin Bua Shpata und das Despotat Arta unter der Herrschaft von Peter Losha. Nach dem Tod von Peter Losha im Jahr 1374 wurden die zwei albanischen Despotate von Arta und Angelokastron unter der Herrschaft von Gjin Bua Shpata vereinigt.
Im April 1378 machte sich der Großmeister Juan Fernández de Heredia daran, Arta einzunehmen. Er scheiterte jedoch und wurde von Gjin Bua Shpata in der Schlacht gefangen genommen. Juan Fernández de Heredia wurde von Gjin Bua Shpata für eine große Summe an die Osmanen verkauft.

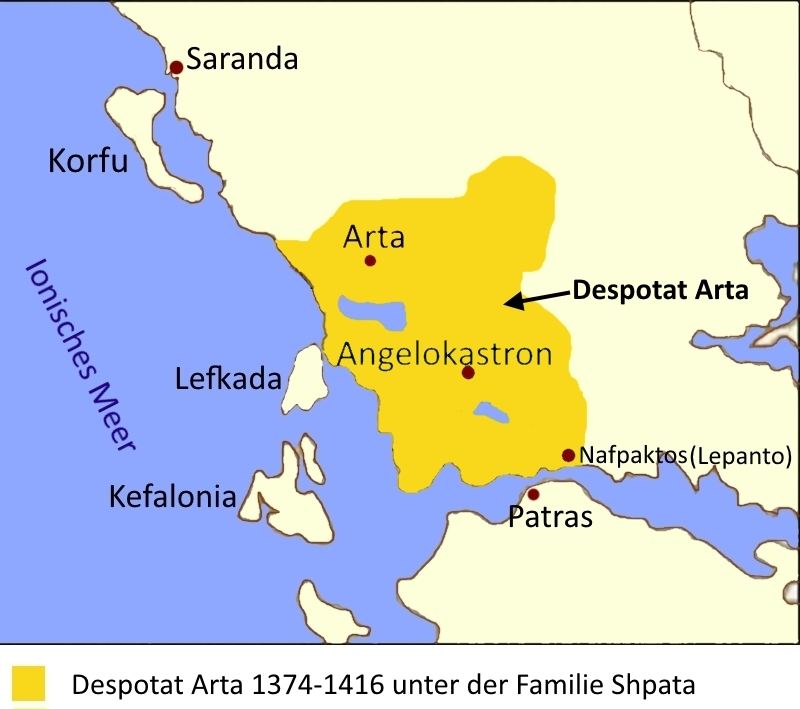
Despotat Arta (1374–1416)

Das Gebiet dieses Despotats streckte sich in seiner größten Ausdehnung (1374–1403) vom Golf von Korinth bis zum Fluss Acheron im Norden, benachbart zum Fürstentum Gjirokastër von Gjin Zenevisi. Dem Despotat Epirus gelang es in dieser Zeit, nur den östlichen Teil von Epirus mit der Hauptstadt Ioannina zu kontrollieren. Während dieser Zeit befand sich Thomas II. Preljubović in einem offenen Konflikt mit Gjin Bua Shpata. 1375 startete Gjin Bua Shpata eine Offensive in Ioannina, konnte aber nicht in die Stadt eindringen. Obwohl Shpata mit Thomas Schwester Helena heiratete, hörte ihr Krieg nicht auf.

### Niedergang
Nach dem Tod von Gjin Bua Shpata im Jahr 1399 schwächte sich die Macht des Despotats von Arta kontinuierlich ab, und die Familie Shpata war in bürgerliche Angelegenheiten verwickelt. Unter den Feindseligkeiten von verschiedenen Herrschern fiel das Despotat im Jahr 1416 unter der Führung von Jakob Bua Shpata. Arta und Angelokastron wurden wieder eingenommen.

## Herrscher
1. Peter Losha (1359–1474)
2. Gjin Bua Shpata (1359–1399) (Im Jahre 1374, nach dem Tod von Peter Losha, die Herrschaft beider Despotate)
3. Skurra Bua Shpata (1400–1401)
4. Muriq Shpata (1401–1415)
5. Jakob Bua Shpata (1415–1416)

## Heutiger Erbe
Zum Andenken an die albanischen Fürsten wurden viele Straßen in Albanien nach ihnen benannt. Das Despotat wird auch von den Tschamen sehr verehrt, da sie auch heute noch im Norden von Griechenland wohnen. Die Albaner, die heute nur noch eine kleine Minderheit ausmachen, leben neben Griechen und Aromunen zunächst friedlich miteinander.